# Marcos Calderón
Marcos Calderón Medrano (Lima, 11 de julho de 1928 — Callao, 8 de dezembro de 1987) foi um futebolista e treinador de futebol peruano.

## Carreira
Ele treinou o Peru na Copa de 1978, sediada na Argentina, na qual a seleção de seu país terminou na oitava colocação dentre os 16 participantes.
Como jogador, atuou em apenas 2 equipes: o Carlos Concha e o Sport Boys, pelo qual iniciaria a carreira de técnico. O ponto alto foi a conquista da Copa América de 1975. Porém, foi acusado de receber 250 mil dólares de suborno juntamente com a comissão técnica (este dinheiro seria proveniente do cartel de Cali) para ajudar a futura campeã Argentina, que venceu por 6 a 0 e eliminou o Brasil pelo saldo de gols. A acusação jamais foi provada pela FIFA.
Calderón morreu no desastre aéreo que envolveu o Alianza Lima, em 8 de dezembro de 1987.